# Brungrått lundfly
Brungrått lundfly, Polia bombycina  är en fjärilsart som beskrevs av Johann Siegfried Hufnagel 1766. Brungrått lundfly ingår i släktet Polia och familjen nattflyn, Noctuidae. Arten  har livskraftiga, LC, populationer i både Sverige och Finland. Tre underarter finns listade i Catalogue of Life. Polia bombycina chidisana Bryk, 1948, Polia bombycina koreaegena Bryk, 1948 och Polia bombycina psammochroa Varga, 1974.

## Bildgalleri

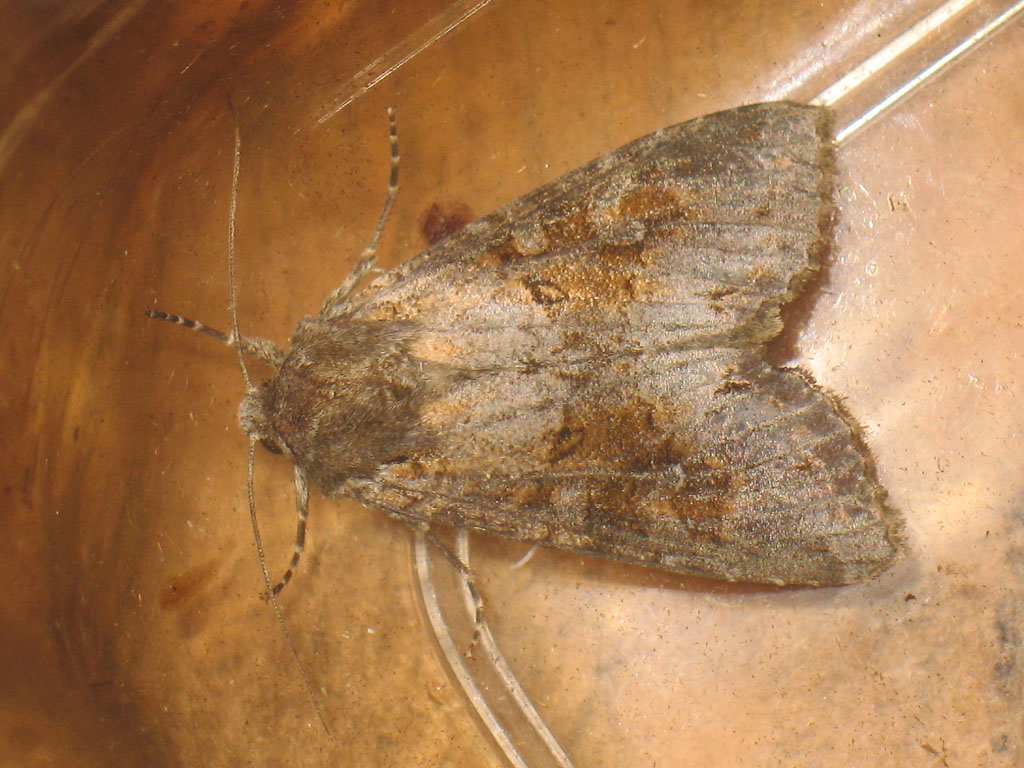
Imago fjäril
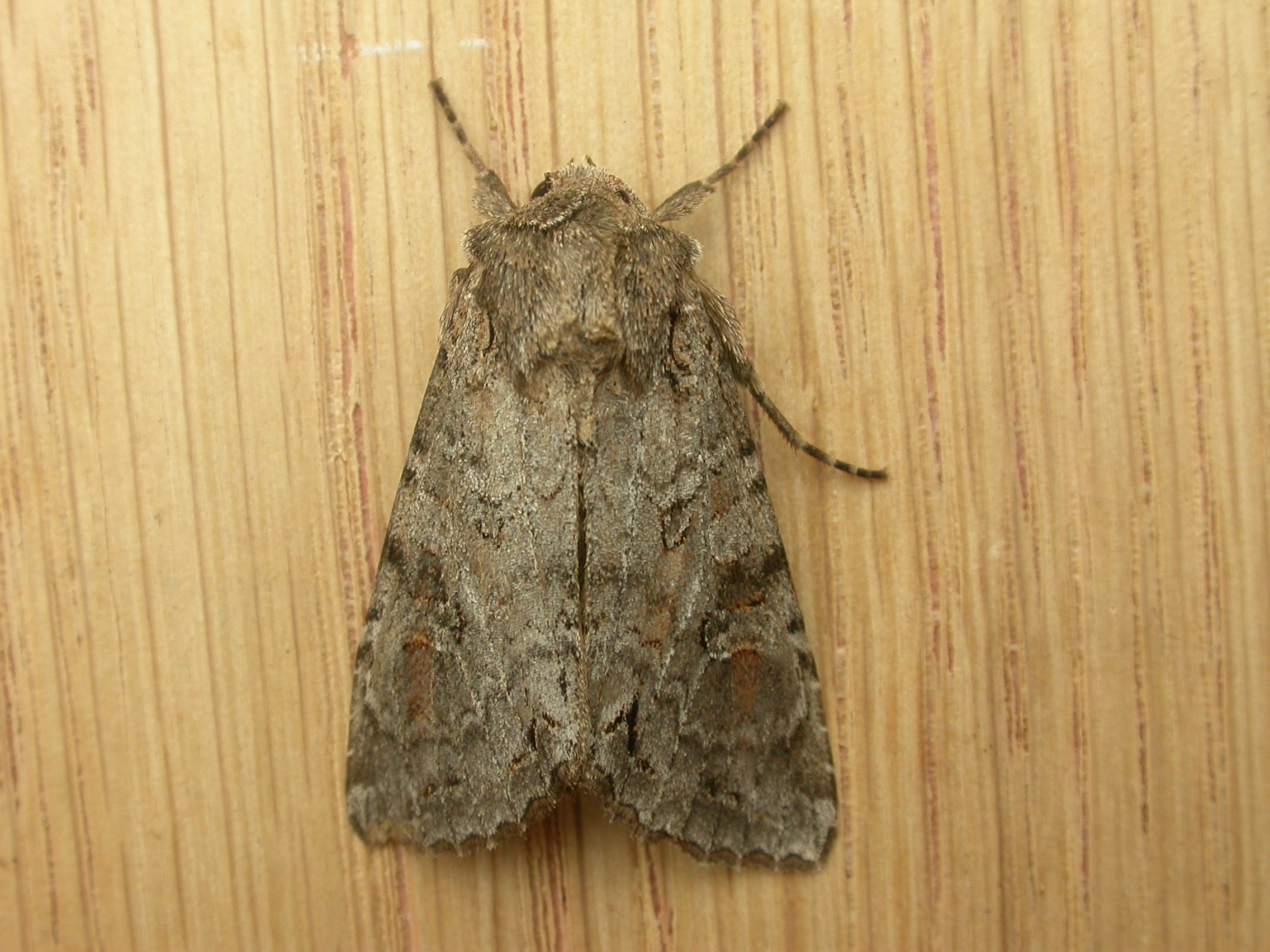
Imago fjäril
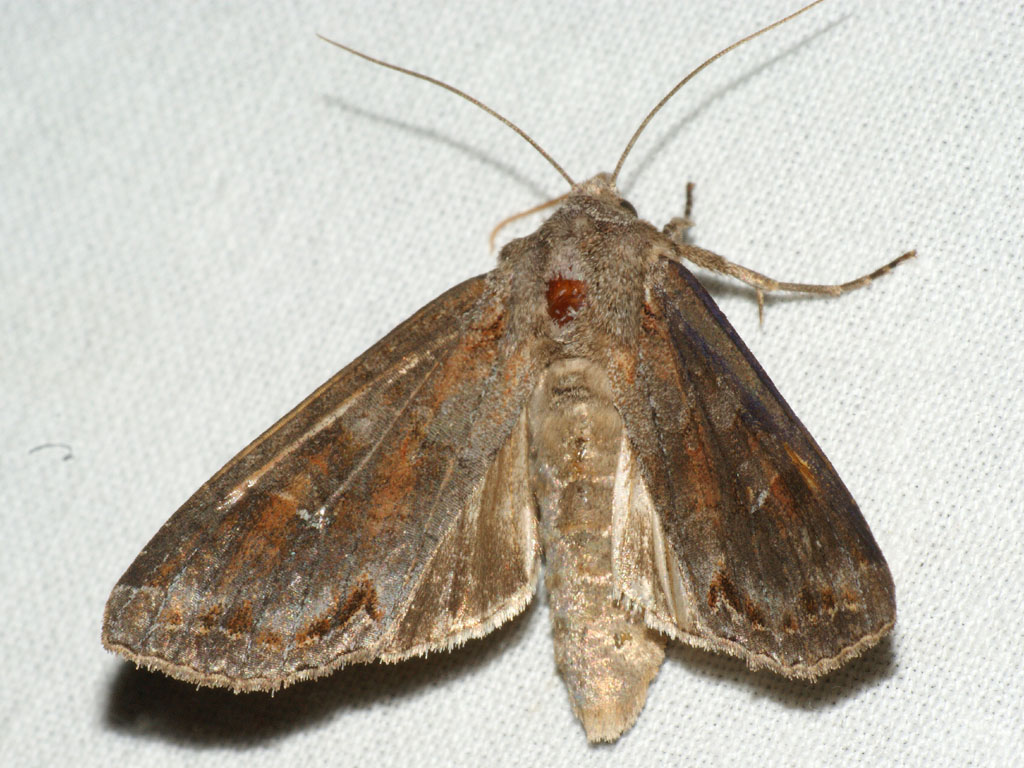
Imago fjäril
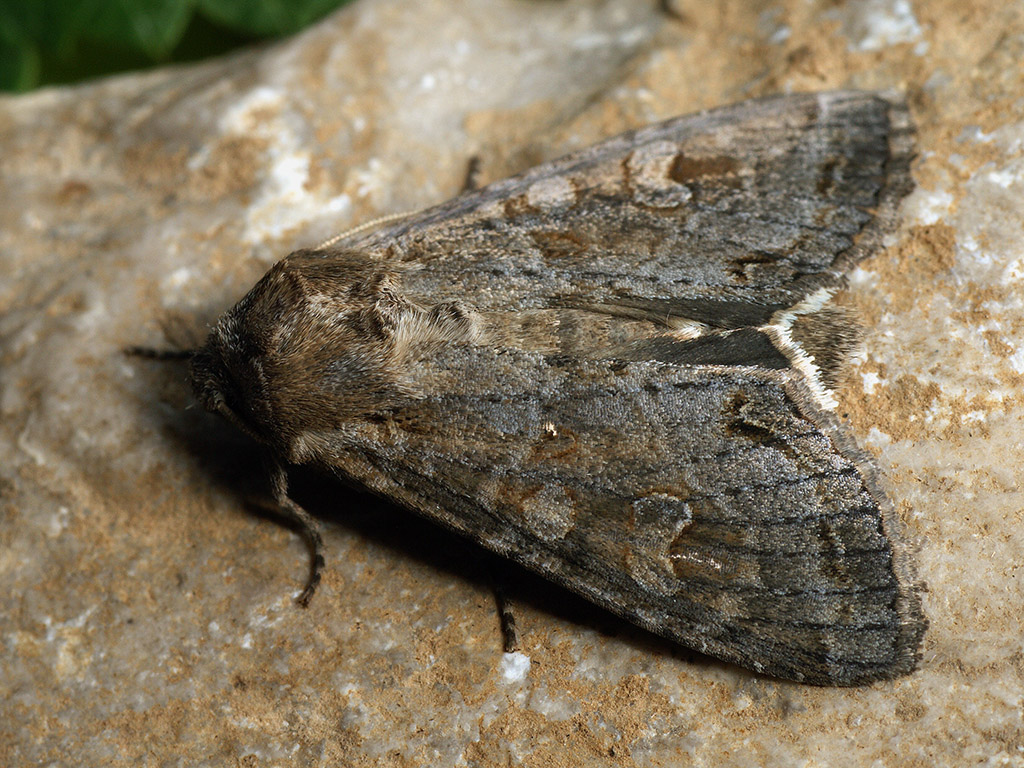
Imago fjäril